# 勇气基金会
勇气基金会是一个为新闻工作者和吹哨人等人的法律辩护筹款的信托基金。
成立于 2013 年 8 月 9 日，由加文·麦克法登、芭芭拉·布科夫斯卡和朱利安·阿桑奇作为新闻来源保护防御基金成立，后来于 2014 年 6 月更名。
支持的人有：
- 朱利安·阿桑奇和维基解密
- 美国国家安全局举报人爱德华·斯诺登
- 杰里米·哈蒙德，斯特拉福黑客
- 马特·德哈特[3]
- 劳里·勒夫
- 切尔西·曼宁

信任顾问包括五角大楼文件军事分析员丹尼尔·艾尔斯伯格、前国家安全局执行官托马斯·德雷克、前军情五处英国情报官员和举报人安妮·马雄、混沌计算机俱乐部的安迪·穆勒-马古恩、危地马拉人权律师 雷娜塔·阿维拉·平托和暴动小猫。
勇气受托人是雷娜塔·阿维拉、苏珊·本、约翰·皮尔格和维维安·韦斯特伍德。
维基解密编辑者莎拉·哈里森从2014年到2017年4月担任代理导演，当时维基解密成为勇气的受益者。